# Кувады (деревня)
 Кувады  (тат. Куады) — деревня в Тукаевском районе Татарстана. Входит в состав Нижнесуыксинского сельского поселения.

## География
Находится в северо-восточной части Татарстана, в бассейне реки Мелекеска, в 15 км к югу от районного центра — города Набережные Челны.

## История
Известна с 1678 года.
В XVIII — первой половине XIX века жители относились к сословию государственных крестьян. Занимались земледелием, разведением скота. 
В «Списке населенных мест по сведениям 1870 года», изданном в 1877 году, населённый пункт упомянут как деревня Верхние Кувады 4-го стана Мензелинского уезда Уфимской губернии. Располагалась при речке Кувадинке, по правую сторону коммерческого тракта из Бугульмы в село Бетьки, в 57 верстах от уездного города Мензелинска и в 10 верстах от становой квартиры в селе Бережные Челны. В деревне, в 86 дворах жили 513 человек (247 мужчин и 266 женщин, татары, башкиры), были 2 мечети, училище. Жители занимались земледелием, скотоводством.
По сведениям переписи 1897 года, в деревне Кувады Мензелинского уезда Уфимской губернии жили 671 человек (368 мужчин и 303 женщины), все мусульмане.
В начале XX века здесь действовали мечеть, 2 мектеба, 2 ветряные мельницы, крупообдирка, сушилка. В этот период земельный надел сельской общины составлял 1131,6 десятины. 
До 1920 года деревня входила в Бетькинскую волость Мензелинского уезда Уфимской губернии. С 1920 в составе Мензелинского, с 1922 — Челнинского кантонов ТАССР. С 10.08.1930 в Челнинском (с 20.04.1976 — Тукаевский) районе.

## Население
| 1870 | 1897 | 1913 | 1920 | 1926 | 1938 | 1949 | 1958 | 1970 | 1979 | 1989 | 2002 |
| ---- | ---- | ---- | ---- | ---- | ---- | ---- | ---- | ---- | ---- | ---- | ---- |
| 513  | 671  | 971  | 926  | 533  | 617  | 439  | 384  | 427  | 341  | 246  | 260  |

Национальный состав деревни — татары.

## Экономика
Полеводство, молочное скотоводство. 

## Инфраструктура
Начальная школа, дом культуры, библиотека.